# Son Volt
Son Volt — американская рок-группа, образованная в 1994 году Джеем Фарраром после распада Uncle Tupelo. Текущий состав группы состоит из Фаррара (вокал, гитара), Эндрю ДюПлантиса (бас-гитара), Джона Хортона (гитара), Марка Паттерсона (ударные) и Марка Спенсера (клавишные, стил-гитара). Помимо исполнения альтернативного рока, группа считается одним из основных представителей альтернативного кантри 1990-х годов. Звучание группы также уходит корнями в фолк-рок и американу. Группа ушла на неопределенный срок в 2001 году, прежде чем воссоединиться в 2004 году.

## Характеристики
Стиль
Музыка Son Volt варьируется от тихих фолк-баллад, напоминающих The Freewheelin’ Bob Dylan, до хартленд-рока в духе Нила Янга с Crazy Horse. Звучание группы во многих местах отличается тяжелым альтернативным роком, при этом их музыка в основном базируется на стиле американа. Обзоры называют группу первопроходцами альтернативного кантри, «основным элементом на сцене альтернативного кантри» или «культовым фаворитом», а их музыка «охватывает несколько музыкальных ниш», но базируется на стиле американа.

## Дискография
Смотри статью «Дискография Son Volt» в англ. разделе.
Студийные альбомы
- Trace (1995)
- Straightaways (1997)
- Wide Swing Tremolo (1998)
- Okemah and the Melody of Riot (2005)
- The Search (2007)
- American Central Dust (2009)
- Honky Tonk (2013)
- Notes of Blue (2017)
- Union (2019)
- Electro Melodier (2021)
- Day of the Doug (2023)